# Selección intersexual

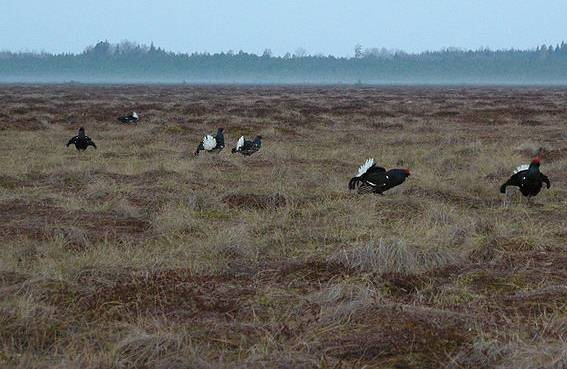
Selección intersexual eslatamente visible en los lek. Igual que el Tetrao tetrix los machos se reúnen en una turbera, luego vienen, observan los machos y eligen a los que les convienen.

La selección intersexual o preferencia intersexual  es un proceso evolutivo en el cual normalmente una hembra elige a un macho para aparearse, basándose en cuán atractivos sean sus caracteres fenotípicos. Es uno de los dos componentes de la selección sexual (la otra es la selección intrasexual). Charles Darwin primeramente introdujo sus ideas acerca de la selección sexual en 1871, pero sus contemporáneos las rechazaron. Luego Ronald Fisher resumió su teoría de Fisherian runaway, en 1930. Avances en las técnicas de genética y biología molecular han llegado a este campo en los últimos años.
En la mayoría de los sistemas en los que existe la elección de pareja, un sexo tiende a ser competitivo con los miembros de su mismo sexo y el otro sexo es exigente (es decir, es selectivo a la hora de elegir a los individuos con los que aparearse). Ser el individuo selectivo tiene beneficios directos e indirectos. En la mayoría de las especies, las hembras son el sexo selectivo que discrimina entre los machos competitivos, pero hay varios ejemplos de papeles invertidos (véase más abajo). Es preferible que un individuo elija una pareja compatible de la misma especie, para mantener el éxito reproductivo. Otros factores que pueden influir en la elección de pareja son el estrés por patógenos y el complejo mayor de histocompatibilidad (CMH).

## Orígenes e historia

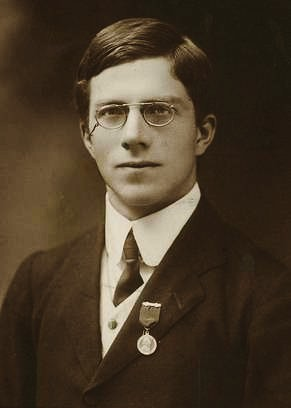
Ronald Fisher en 1913

Charles Darwin expresó por primera vez sus ideas sobre la selección sexual y la elección de pareja en su libro "El origen del hombre y la selección en relación al sexo" (The Descent of Man, and Selection in Relation to Sex) en 1871. Estaba perplejo ante la elaborada ornamentación que presentan los machos de algunas especies, porque tales rasgos parecían ser perjudiciales para la supervivencia y tener consecuencias negativas para el éxito reproductivo. Darwin propuso dos explicaciones para la existencia de tales rasgos: estos rasgos son útiles en el combate entre machos o son preferidos por las hembras. Este artículo se centra en esta última. Darwin trató la selección natural y la selección sexual como dos temas diferentes, aunque en los años 30 los biólogos definieron la selección sexual como una parte de la selección natural.
En 1915, Ronald Fisher escribió un artículo sobre la evolución de la preferencia femenina y los caracteres sexuales secundarios. Quince años después, amplió esta teoría en un libro titulado The Genetical Theory of Natural Selection (La teoría genética de la selección natural). Allí describió un escenario, el Fisherian runaway, en el que la retroalimentación entre la preferencia de pareja y un rasgo da lugar a caracteres elaborados como la larga cola del pavo real macho.
En 1948, utilizando la Drosophila como modelo, Angus John Bateman presentó pruebas experimentales de que el éxito reproductivo de los machos está limitado por el número de parejas obtenidas, mientras que el de las hembras lo está por el número de embarazos que puede tener a lo largo de su vida. Así, una hembra debe ser selectiva a la hora de elegir pareja porque de ello depende la calidad de su descendencia. Los machos deben luchar, en forma de competencia intrasexual, por la oportunidad de aparearse porque no todos los machos serán elegidos por las hembras. Esto se conoció como el principio de Bateman, y aunque fue un hallazgo importante que se sumó al trabajo de Darwin y Fisher, se pasó por alto hasta que George C. Williams destacó su importancia en los años 60 y 70.

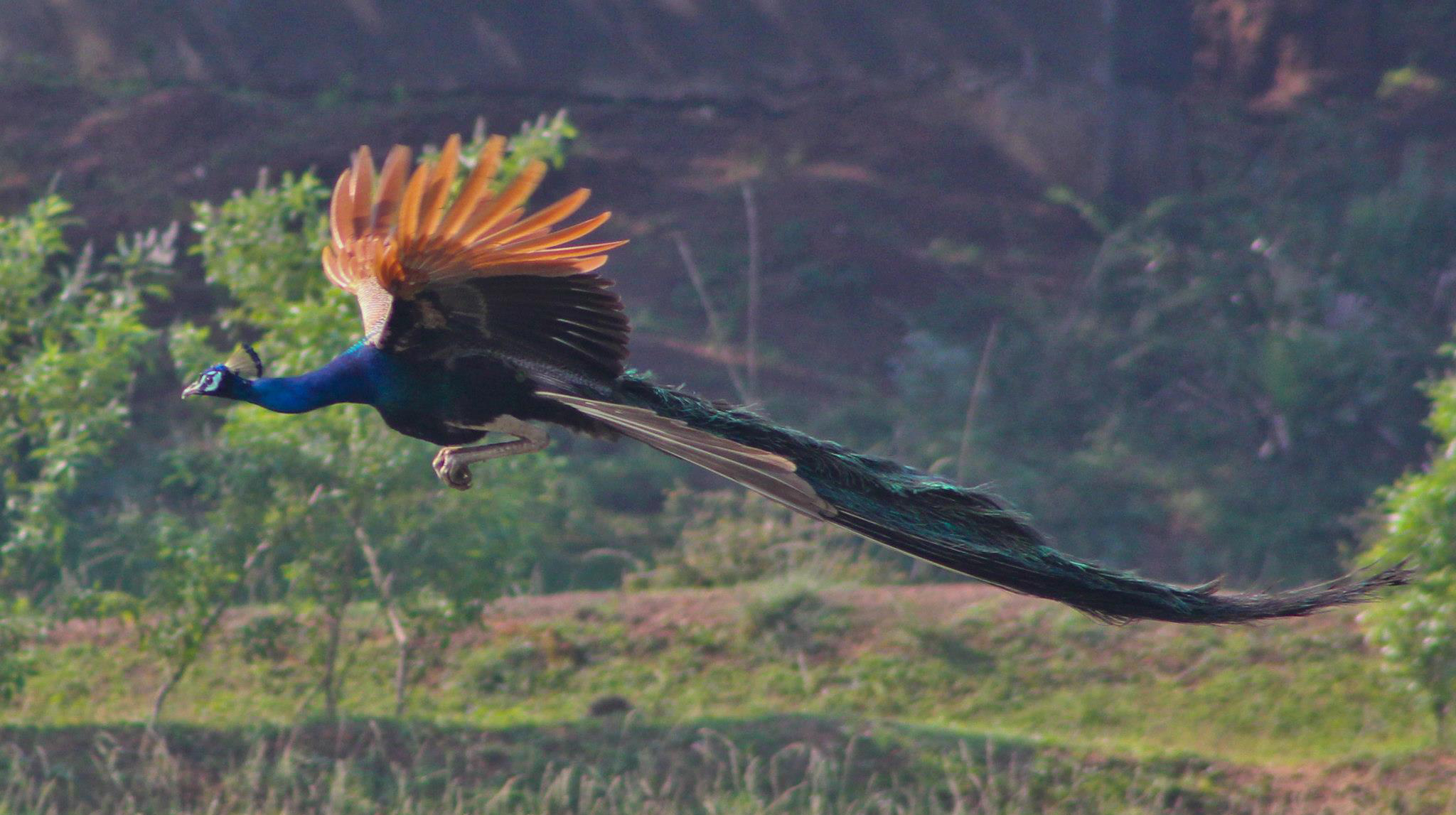
La cola del pavo real en vuelo, el ejemplo clásico de un Fisherian runaway

En 1972, poco después de que Williams resucitara el tema, Robert L. Trivers presentó su teoría de la inversión parental. Trivers definió la inversión parental como cualquier inversión realizada por el progenitor que beneficie a su descendencia actual a costa de la inversión en la descendencia futura. Estas inversiones incluyen los costes de producción de gametos, así como cualquier otro cuidado o esfuerzo que los padres proporcionen tras el nacimiento o la eclosión. Reformulando las ideas de Bateman, Trivers argumentó que el sexo que muestra una menor inversión parental (no necesariamente el macho) tendrá que competir por las oportunidades de apareamiento con el sexo que invierte más. Las diferencias en los niveles de inversión parental crean la condición que favorece los sesgos de apareamiento.

## Beneficios directos e indirectos
El acto de elegir probablemente se seleccionó como una forma de evaluar si la contribución de una pareja potencial sería capaz de producir y/o mantener la viabilidad de una descendencia. La utilización de estos comportamientos suele reportar dos tipos de beneficios al individuo selectivo:
- Los beneficios directos aumentan la aptitud del sexo selectivo mediante ventajas materiales o recursos directos. Estos beneficios incluyen, entre otros, una mayor calidad del territorio, más cuidados parentales y protección frente a los depredadores. Existe mucho apoyo al mantenimiento de la elección de pareja mediante beneficios directos[3] y este enfoque ofrece el modelo menos controvertido para explicar el apareamiento discriminatorio.[4]
- Los beneficios indirectos aumentan la aptitud genética de la descendencia y, por tanto, aumentan la aptitud inclusiva de los padres. Cuando parece que el sexo selectivo no recibe beneficios directos de su pareja, los beneficios indirectos pueden ser la recompensa por ser selectivo. Estos beneficios indirectos pueden incluir genes de alta calidad para su descendencia (conocidos como beneficios indirectos adaptativos) o genes que hacen que su descendencia sea más atractiva (conocidos como beneficios indirectos arbitrarios).[5]

### Evitar la endogamia
Por lo general, los biólogos animales asumen que la elección de pareja está sesgada en contra de los parientes debido a las consecuencias negativas de la endogamia. Sin embargo, ciertas restricciones naturales actúan para limitar la evolución de la prevención de la endogamia, en particular cuando existe el riesgo de aparearse con una pareja de una especie diferente (apareamiento heteroespecífico) y perder aptitud a través de la hibridación. La aptitud inclusiva parece maximizarse en apareamientos de individuos emparentados de forma intermedia.

## Mecanismos
En 2018, cinco mecanismos propuestos abordan la evolución de la elección de pareja:
- Beneficios fenotípicos directos
- Sesgo sensorial
- Modelo de selección sexual runaway de Fisher
- Rasgos indicadores
- Compatibilidad genética

Los beneficios directos y/o indirectos impulsan los sesgos de apareamiento descritos en cada mecanismo. Es posible que estos mecanismos coexistan, aunque el papel relativo de cada uno de ellos no se ha evaluado adecuadamente.

### Beneficios fenotípicos directos
Una pareja exigente tiende a tener preferencias por ciertos tipos de rasgos -también conocidos como fenotipos- que le beneficiarían tener en una pareja potencial. Estos rasgos deben ser fiables, y conmutativos de algo que beneficie directamente a la pareja exigente de alguna manera. Tener una preferencia de apareamiento es ventajoso en esta situación porque afecta directamente a la aptitud reproductiva. Los beneficios directos están muy extendidos y los estudios empíricos aportan pruebas de este mecanismo de evolución.
Un ejemplo de rasgo seleccionado sexualmente con beneficios directos es el brillante plumaje del cardenal norteño, un ave común en los patios traseros del este de Estados Unidos. Los machos tienen un llamativo plumaje rojo, mientras que las hembras presentan una coloración más críptica. En este ejemplo, las hembras son el sexo exigente y utilizan el brillo del plumaje del macho como señal a la hora de elegir pareja: las investigaciones sugieren que los machos con plumaje más brillante alimentan a sus crías con más frecuencia que los machos con plumaje más apagado. Esta mayor ayuda en el cuidado de las crías alivia parte de la carga de la madre, de modo que puede criar más descendientes de los que podría sin ayuda.
Aunque este mecanismo se basa en la premisa de que todos los fenotipos deben comunicar algo que beneficie directamente a la pareja, estos fenotipos seleccionados también pueden tener beneficios indirectos para la madre, al beneficiar a la descendencia. Por ejemplo, con la mayor ayuda para alimentar a sus crías que se observa en los cardenales septentrionales con un plumaje más brillante, aumenta la cantidad total de comida que es probable que se dé a la descendencia, incluso si la madre tiene más hijos. Aunque las hembras pueden elegir este rasgo con el presunto objetivo directamente ventajoso de permitirles más tiempo y energía para destinarlos a producir más crías, también beneficia a las crías en el sentido de que dos progenitores proporcionan alimento en lugar de uno, aumentando así la probabilidad de la cantidad total de alimento disponible para las crías a pesar de un posible aumento en la cantidad de hermanos de cría.

### Sesgo sensorial
La hipótesis del sesgo sensorial afirma que la preferencia por un rasgo evoluciona en un contexto de no apareamiento y luego es explotada por el sexo menos exigente para obtener más oportunidades de apareamiento. El sexo competitivo desarrolla rasgos que explotan un sesgo preexistente que el sexo exigente ya posee. Siguiendo esta hipótesis, el aumento de la selectividad por uno de estos rasgos específicos puede explicar diferencias de rasgos notables en especies estrechamente emparentadas porque produce una divergencia en los sistemas de señalización que conduce al aislamiento reproductivo.
El sesgo sensorial se ha demostrado en los guppys, peces de agua dulce de Trinidad y Tobago. En este sistema de apareamiento, las hembras de guppy prefieren aparearse con machos con el cuerpo más naranja. Sin embargo, fuera de un contexto de apareamiento, ambos sexos prefieren los objetos animados de color naranja, lo que sugiere que la preferencia evolucionó originalmente en otro contexto, como la búsqueda de alimento. Los frutos naranjas son una rara golosina que cae en los arroyos donde viven los guppys. La capacidad de encontrar estas frutas rápidamente es una cualidad adaptativa que ha evolucionado fuera de un contexto de apareamiento. Poco después de que surgiera la afinidad por los objetos naranjas, los guppys macho explotaron esta preferencia incorporando grandes manchas naranjas para atraer a las hembras.
Otro ejemplo de explotación sensorial es el ácaro acuático Neumania papillator, un depredador emboscado que caza copépodos (pequeños crustáceos) que pasan por la columna de agua. La Neumania papillator adopta una postura característica denominada "postura de red": mantiene las cuatro primeras patas fuera de la columna de agua, con las cuatro patas traseras apoyadas en la vegetación acuática; esto le permite detectar los estímulos vibratorios producidos por las presas que nadan y utilizarlos para orientarse hacia ellas y aferrarse a ellas. Durante el cortejo, los machos buscan activamente a las hembras; si un macho encuentra a una hembra, gira lentamente alrededor de ella mientras agita la primera y la segunda pata cerca de ella. El temblor de las patas del macho hace que las hembras (que estaban en "posición de red") se orienten hacia el macho y a menudo se agarren a él. Esto no daña al macho ni impide que continúe el cortejo; entonces el macho deposita espermatóforos y comienza a abanicar y sacudir vigorosamente su cuarto par de patas sobre el espermatóforo, generando una corriente de agua que pasa por encima de los espermatóforos y hacia la hembra. Heather Proctor planteó la hipótesis de que las vibraciones producidas por el temblor de las patas del macho imitan las vibraciones que las hembras detectan en las presas nadadoras. Esto desencadenaría las respuestas femeninas de detección de presas, haciendo que las hembras se orienten y luego se agarren a los machos, mediando el cortejo. Si esto fuera cierto y los machos estuvieran explotando las respuestas de depredación de las hembras, entonces las hembras hambrientas deberían ser más receptivas al temblor de los machos. Proctor descubrió que las hembras cautivas no alimentadas se orientaban y se agarraban a los machos mucho más que las hembras cautivas alimentadas, lo que concuerda con la hipótesis de la explotación sensorial.
Otros ejemplos del mecanismo del sesgo sensorial son los rasgos de las alcas, las arañas lobo y los manaquines. Se necesitan más trabajos experimentales para comprender mejor la prevalencia y los mecanismos del sesgo sensorial.

### Hipótesis de la fuga de Fisher y del hijo sexy
Esto crea un bucle de retroalimentación positiva en el que un rasgo concreto es deseado por una hembra y está presente en un macho, y ese deseo y la presencia de ese rasgo concreto se reflejan en su descendencia. Si este mecanismo es lo suficientemente fuerte, puede conducir a un tipo de coevolución que se refuerza a sí misma. Si la selección desbocada es lo suficientemente fuerte, puede incurrir en costes significativos, como una mayor visibilidad para los depredadores y costes energéticos para mantener la expresión completa del rasgo. De ahí las extravagantes plumas de los pavos reales, o cualquier número de exhibiciones de apareamiento. Este modelo no predice un beneficio genético, sino que la recompensa es un mayor número de parejas.
En un estudio realizado en carriceros tordal, los modelos basados en las hipótesis del umbral de poliginia y del hijo sexy predicen que las hembras deberían obtener una ventaja evolutiva a corto o largo plazo en este sistema de apareamiento. Aunque se demostró la importancia de la elección femenina, el estudio no apoyó las hipótesis. Otros estudios, como los realizados en aves viudas de cola larga, han demostrado la existencia de la elección femenina. Aquí, las hembras eligieron a los machos con colas largas, e incluso prefirieron a aquellos machos con colas alargadas experimentalmente sobre las colas acortadas y las de longitud natural. Tal proceso muestra cómo la elección femenina podría dar lugar a rasgos sexuales exagerados a través de la selección fugitiva de Fisher.

### Rasgos indicadores
Los rasgos indicadores señalan la buena calidad general del individuo. Los rasgos percibidos como atractivos deben indicar de forma fiable una amplia calidad genética para que la selección los favorezca y la preferencia evolucione. Este es un ejemplo de los beneficios genéticos indirectos que recibe el sexo selectivo, ya que el apareamiento con tales individuos dará lugar a una descendencia de alta calidad. La hipótesis de los rasgos indicadores se divide en tres subtemas muy relacionados: la teoría de la desventaja de la selección sexual, la hipótesis de los genes buenos y la hipótesis de Hamilton-Zuk.
Las personas valoran de forma diferente la importancia de determinados rasgos cuando se refieren a su pareja ideal a largo plazo o a la de los demás. Las investigaciones sugieren que las mujeres consideran más importantes los rasgos que indican aptitud genética para su propia pareja, mientras que dan prioridad a los rasgos que aportan beneficios a los demás para la pareja ideal de su hermana.
Los rasgos indicadores dependen de la condición y tienen costes asociados. Por lo tanto, los individuos que pueden manejar bien estos costes (cf. "puedo hacer X [aquí, sobrevivir] con una mano atada a la espalda") deberían ser deseados por el sexo selectivo por su calidad genética superior. Esto se conoce como la teoría de la desventaja de la selección sexual.
La hipótesis de los genes buenos afirma que el sexo selectivo se emparejará con individuos que posean rasgos que signifiquen calidad genética general. Al hacerlo, obtienen una ventaja evolutiva para su descendencia a través de un beneficio indirecto.
La hipótesis de Hamilton-Zuk postula que los ornamentos sexuales son indicadores de resistencia a parásitos y enfermedades. Para probar esta hipótesis, se infectó a machos de ave selvática roja con una lombriz parásita y se observaron cambios en su crecimiento y desarrollo. También se evaluó la preferencia de las hembras. Los investigadores descubrieron que los parásitos afectaban al desarrollo y al aspecto final de los rasgos ornamentales y que las hembras preferían a los machos no infectados. Esto apoya la idea de que los parásitos son un factor importante en la selección sexual y la elección de pareja.
Uno de los muchos ejemplos de rasgos indicadores es la mancha de plumas rojas alrededor de la cara y los hombros del pinzón doméstico macho, que depende de la condición. El brillo de esta mancha varía de un individuo a otro porque los pigmentos que producen el color rojo (carotenoides) son limitados en el medio ambiente. Así, los machos que tienen una dieta de alta calidad tendrán un plumaje rojo más brillante. En un experimento de manipulación muy citado, se demostró que las hembras de pinzones domésticos preferían a los machos con manchas rojas más brillantes. Además, los machos con manchas naturalmente más brillantes resultaron ser mejores padres y mostraron mayores tasas de alimentación de sus crías que los machos más apagados.

### Compatibilidad genética
La compatibilidad genética se refiere a lo bien que funcionan juntos los genes de dos progenitores en su descendencia. La elección de parejas genéticamente compatibles podría dar lugar a una descendencia con un ajuste óptimo y afectar notablemente a la aptitud reproductiva. Sin embargo, el modelo de compatibilidad genética se limita a rasgos específicos debido a interacciones genéticas complejas (por ejemplo, el complejo mayor de histocompatibilidad en humanos y ratones). El sexo selectivo debe conocer su propio genotipo, así como los genotipos de las parejas potenciales, para seleccionar a la pareja adecuada, lo que hace que las pruebas de los componentes de la compatibilidad genética sean difíciles y controvertidas.

#### Papel del complejo mayor de histocompatibilidad
Un experimento controvertido pero bien conocido sugiere que las hembras humanas utilizan el olor corporal como indicador de compatibilidad genética. En este estudio, se dio a los varones una camiseta lisa para que durmieran con ella durante dos noches con el fin de que proporcionaran una muestra de olor. A continuación, se pidió a mujeres universitarias que valoraran los olores de varios hombres, algunos con genes MHC (complejo mayor de histocompatibilidad) similares a los suyos y otros con genes distintos. Los genes MHC codifican receptores que identifican patógenos extraños en el organismo para que el sistema inmunitario pueda responder y destruirlos. Dado que cada gen diferente del CMH codifica un tipo distinto de receptor, se espera que las hembras se beneficien del apareamiento con machos que tengan más genes CMH disímiles. Esto garantizará una mayor resistencia a los parásitos y las enfermedades en la descendencia. Los investigadores descubrieron que las mujeres tendían a valorar más los olores si los genes del macho eran más disímiles a los suyos. Concluyeron que los olores están influidos por el CMH y que tienen consecuencias para la elección de pareja en las poblaciones humanas actuales.
Al igual que los humanos del experimento de clasificación por olores, los animales también eligen pareja basándose en la compatibilidad genética, que se determina evaluando el olor corporal de su(s) pareja(s) potencial(es). Algunos animales, como los ratones, evalúan la compatibilidad genética de su pareja por el olor de su orina.
En un experimento en el que se estudió al espinoso de tres espinas, los investigadores descubrieron que las hembras prefieren aparearse con machos que compartan una mayor diversidad del complejo mayor de histocompatibilidad (MHC) y que, además, posean un haplotipo MHC específico para luchar contra el parásito común Gyrodactylus salaris. Las parejas que tengan genes MHC diferentes entre sí serán superiores a la hora de reproducirse en lo que respecta a la resistencia al parásito, la condición corporal y el éxito reproductivo y la supervivencia.
La diversidad genética de los animales y el éxito reproductor vital (ERV) a nivel del CMH son óptimos en niveles intermedios y no máximos, a pesar de que el CMH es uno de los genes más polimórficos. En un estudio, los investigadores descubrieron que los ratones heterocigotos en todos los loci del CMH eran menos resistentes a la salmonela que los ratones homocigotos en todos los loci, por lo que parece desventajoso mostrar muchos alelos diferentes del CMH debido a la mayor pérdida de células T, que ayudan al sistema inmunitario de un organismo y desencadenan su respuesta adecuada.
La diversidad del CMH también puede correlacionarse con la expresión génica del CMH. Mientras exista un componente hereditario en los patrones de expresión, la selección natural podrá actuar sobre el rasgo. Por tanto, la expresión génica de los genes del CMH podría contribuir a los procesos de selección natural de ciertas especies y ser, de hecho, evolutivamente relevante. Por ejemplo, en otro estudio sobre espinosos de tres espinas, la exposición a especies parásitas aumentó la expresión del CMH de clase IIB en más de un 25%, lo que demuestra que la infección parasitaria aumenta la expresión génica.
La diversidad del CMH en vertebrados también puede generarse por la recombinación de alelos en el gen CMH.

## Inversión de los roles sexuales en los animales
En las especies en las que existen sesgos de apareamiento, las hembras suelen ser el sexo selectivo porque aportan una mayor inversión parental que los machos[cita requerida] Sin embargo, hay algunos ejemplos de inversión de los roles sexuales en los que las hembras deben competir entre sí por las oportunidades de apareamiento con los machos. Las especies que muestran cuidados parentales tras el nacimiento de sus crías tienen el potencial de superar las diferencias de sexo en la inversión parental (la cantidad de energía que cada progenitor aporta por cría) y llevar a una inversión de los roles sexuales. Los siguientes son ejemplos de elección de pareja por parte de los machos (inversión de roles sexuales) en varios taxones.
- Peces: Los machos suelen mostrar un alto nivel de cuidado parental (véase el pez pipa, el sargento cola de tijera y los caballitos de mar). Esto se debe a que las hembras depositan sus huevos en una bolsa especial de cría que posee el macho. Después, la hembra no participa en los cuidados parentales. El macho tiene entonces la carga de criar a las crías por su cuenta, lo que requiere energía y tiempo. Así, los machos de estas especies deben elegir entre hembras competitivas para tener oportunidades de apareamiento. Los estudios realizados en múltiples especies de peces pipa sugieren que las diferencias de sexo en el nivel de cuidados parentales pueden no ser la única razón de la inversión. Los sistemas de apareamiento (es decir, monogamia y poligamia) también podrían influir en gran medida en el aspecto de la elección de pareja por parte de los machos.[49]
- Anfibios: Los machos de la rana venenosa (Dendrobates auratus) asumen un papel muy activo como padres. Las hembras son atraídas por los machos a lugares de cría donde depositan sus huevos. El macho fecunda los huevos y acepta la carga de defender y cuidar a las crías hasta que son independientes. Dado que el macho contribuye con un mayor nivel de inversión parental, las hembras deben competir por las oportunidades de dejar sus huevos con los limitados machos disponibles.[50]
- Aves: Las especies de aves son típicamente biparentales en el cuidado, y también pueden ser maternales como el gallo de las rocas de Guayana. Sin embargo, también puede ocurrir lo contrario. Los machos de jacana carunculada proporcionan todos los cuidados parentales después de que las hembras hayan puesto los huevos. Esto significa que los machos deben incubar los huevos y defender el nido durante un largo periodo de tiempo. Dado que los machos invierten mucho más tiempo y energía en las crías, las hembras son muy competitivas por el derecho a poner los huevos en un nido establecido.[51]
- Mamíferos: No hay casos confirmados de mamíferos con roles sexuales invertidos, pero las hienas manchadas tienen una anatomía y un comportamiento peculiares que han merecido mucha atención.[52] Las hienas manchadas hembras son mucho más agresivas que los machos debido a sus altos niveles de andrógenos durante el desarrollo. Las hormonas masculinas aumentadas durante el desarrollo contribuyen a un pseudopene agrandado que está implicado en el apareamiento y el nacimiento.[53] Aunque los roles anatómicos y de comportamiento difieren de las normas aceptadas, las hienas manchadas no tienen un rol sexual invertido porque las hembras no compiten entre ellas por pareja.[54]

## Especiación
Durante muchos años se ha sugerido que el aislamiento sexual causado por diferencias en los comportamientos de apareamiento es un precursor del aislamiento reproductivo (falta de flujo genético) y, en consecuencia, de la especiación en la naturaleza. Se cree que los comportamientos de elección de pareja son fuerzas importantes que pueden dar lugar a eventos de especiación porque la fuerza de la selección de rasgos atractivos suele ser muy fuerte. La especiación por este método se produce cuando la preferencia por algún rasgo sexual cambia y produce una barrera precigótica (que impide la fecundación). Estos procesos han sido difíciles de probar hasta hace poco con los avances en la modelización genética. La especiación por selección sexual está ganando popularidad en la literatura con cada vez más estudios teóricos y empíricos.
Existen pruebas de una especiación temprana a través de la preferencia de pareja en los guppys. Los guppys se encuentran en varios arroyos aislados de Trinidad y los patrones de coloración de los machos difieren geográficamente. Los guppys hembras no tienen coloración, pero su preferencia por estos patrones de color también varía de un lugar a otro. En un estudio de elección de pareja, se demostró que los guppys hembra prefieren a los machos con patrones de coloración típicos de su arroyo de origen. Esta preferencia podría dar lugar a un aislamiento reproductivo si dos poblaciones volvieran a entrar en contacto. Una tendencia similar se observa en dos especies de mariposa blanca del bosque, L. reali y L. sinapis. Las hembras de L. sinapis controlan la elección de pareja participando sólo en el apareamiento conspecífico, mientras que los machos intentan aparearse con cualquiera de las dos especies. Esta elección de pareja por parte de la hembra ha favorecido la especiación de las dos especies.
La curruca carinegra, un ave norteamericana, es otro ejemplo. Se ha observado un reconocimiento asimétrico de los cantos locales y no locales entre dos poblaciones de curruca carinegra en Estados Unidos, una en el norte (New Hampshire) y otra en el sur (Carolina del Norte). Los machos de la población del norte responden con fuerza a los cantos locales de los machos, pero con relativa debilidad a los cantos no locales de los machos del sur. En cambio, los machos del sur responden por igual tanto a los cantos locales como a los no locales. El hecho de que los machos del norte muestren un reconocimiento diferencial indica que las hembras del norte tienden a no aparearse con machos "heteroespecíficos" del sur; por tanto, no es necesario que los machos del norte respondan fuertemente al canto de un contrincante del sur. Existe una barrera al flujo genético de sur a norte como resultado de la elección de la hembra, lo que puede conducir finalmente a la especiación.

## Elección de pareja en humanos
En los humanos, machos y hembras difieren en sus estrategias para conseguir pareja. Las hembras son más selectivas que los machos a la hora de elegir pareja. Según el principio de Bateman, las hembras humanas muestran una menor varianza en su éxito reproductivo a lo largo de la vida, debido a su elevada inversión parental obligatoria. La selección sexual de las hembras humanas está indicada por el dimorfismo sexual, especialmente en rasgos que apenas tienen otro propósito evolutivo, como la presencia en los hombres de barba, un tono de voz globalmente más bajo y una estatura media mayor. Las mujeres han manifestado su preferencia por los hombres con barba y voz más grave. Los rasgos más destacados en la elección de pareja por parte de las mujeres son la inversión parental, la provisión de recursos y la provisión de buenos genes a la descendencia. Tanto las mujeres como los hombres pueden buscar parejas para aparearse a corto plazo, lo que podría reportarles recursos; proporcionarles beneficios genéticos, como en el caso de la hipótesis del hijo sexy; facilitar una ruptura deseada; y permitirles evaluar la idoneidad de la pareja como pareja a largo plazo. Las mujeres prefieren parejas a largo plazo a parejas a corto plazo, ya que tienen una mayor inversión en un hijo durante el embarazo y la lactancia. Entre los factores que influyen en la elección de pareja por parte de las mujeres se incluyen el atractivo percibido por la propia mujer, los recursos personales de la mujer, la copia de la pareja y el estrés parasitario. El amor romántico es el mecanismo a través del cual se produce la elección de pareja a largo plazo en las hembras humanas.
En los seres humanos, las hembras tienen que soportar un embarazo y un parto de nueve meses, por lo que la inversión parental biológicamente obligatoria de las hembras en la descendencia es mayor que la de los machos. Esto proporciona a los machos una mayor ventana de oportunidades para aparearse y reproducirse que a las hembras, por lo que las hembras suelen ser más exigentes, pero los machos siguen eligiendo a sus parejas. Cuando buscan una pareja a corto plazo, los machos valoran mucho a las mujeres con experiencia sexual y atractivo físico. Es probable que los hombres que buscan relaciones sexuales a corto plazo eviten a las mujeres que están interesadas en comprometerse o que requieren inversión. Para una relación a largo plazo, los hombres pueden buscar compromiso, simetría facial, feminidad, belleza física, proporción cintura-cadera, pechos grandes y juventud. Debido a la mayor inversión biológica obligatoria, las mujeres son más exigentes en el apareamiento a corto plazo, ya que la inversión paterna percibida es baja o inexistente, mientras que los hombres y las mujeres son igual de exigentes a la hora de elegir pareja a largo plazo, ya que en ese caso hombres y mujeres tienen la misma inversión paterna, ya que los hombres invierten mucho en la descendencia mediante la provisión de recursos.
La teoría del parásito-estrés sugiere que los parásitos o las enfermedades estresan a un organismo, haciéndolo menos atractivo sexualmente. Elegir una pareja por su atractivo podría así ayudar a encontrar una pareja sana y resistente a los parásitos.
La escarificación podría ser vista por posibles parejas como prueba de que una persona ha superado los parásitos y, por tanto, es más atractiva. La masculinidad, especialmente en la cara, podría indicar igualmente una salud robusta y libre de parásitos. La poligamia se predice por el estrés patógeno en los trópicos.
Las proteínas del antígeno leucocitario humano (HLA) son esenciales para el funcionamiento del sistema inmunitario y son muy variables, por lo que se supone que son el resultado de una selección dependiente de la frecuencia impulsada por parásitos y de la elección de pareja. Existen pruebas de que las mujeres detectan y seleccionan el tipo de HLA por el olor, aunque este dato es controvertido. Las preferencias faciales humanas se correlacionan tanto con la similitud MHC como con la heterocigosidad MHC.

## Elección de pareja por rasgos cognitivos
A finales del siglo XIX, Charles Darwin propuso que la cognición, o "inteligencia", era el producto de dos fuerzas evolutivas combinadas: la selección natural y la selección sexual. Las investigaciones sobre la elección de pareja en humanos demostraron que la inteligencia se selecciona sexualmente y es muy apreciada por ambos sexos. Algunos psicólogos evolutivos han sugerido que los humanos desarrollaron cerebros grandes porque las capacidades cognitivas asociadas a este aumento de tamaño tenían éxito a la hora de atraer parejas y, en consecuencia, aumentaban el éxito reproductivo: la producción de cerebros es metabólicamente costosa y es una señal honesta de la calidad de la pareja. La cognición puede funcionar para atraer parejas en otros taxones. Si la posesión de mayores habilidades cognitivas mejora la capacidad de un macho para reunir recursos, las hembras pueden beneficiarse directamente de la elección de machos más inteligentes, a través de la alimentación por cortejo o la aloalimentación. Suponiendo que las habilidades cognitivas sean heredables hasta cierto punto, las hembras también pueden beneficiarse indirectamente a través de su descendencia. Además, se ha demostrado que la capacidad cognitiva varía significativamente, tanto dentro de una misma especie como entre distintas especies, por lo que podría estar sometida a selección sexual. Recientemente, los investigadores han empezado a preguntarse hasta qué punto los individuos evalúan las capacidades cognitivas del sexo opuesto a la hora de elegir pareja. En la mosca de la fruta, la ausencia de selección sexual vino acompañada de un declive en el rendimiento cognitivo de los machos.

### En vertebrados no humanos
La preferencia de las hembras por machos con mayor capacidad cognitiva "puede reflejarse en las exhibiciones de cortejo de los machos exitosos, en su rendimiento en la búsqueda de alimento, en su alimentación durante el cortejo o en rasgos morfológicos dependientes de la dieta". Sin embargo, son pocos los estudios que evalúan si las hembras pueden discriminar entre machos mediante la observación directa de tareas cognitivamente exigentes. En su lugar, los investigadores suelen estudiar la elección de las hembras en función de rasgos morfológicos correlacionados con la capacidad cognitiva.

#### Aves

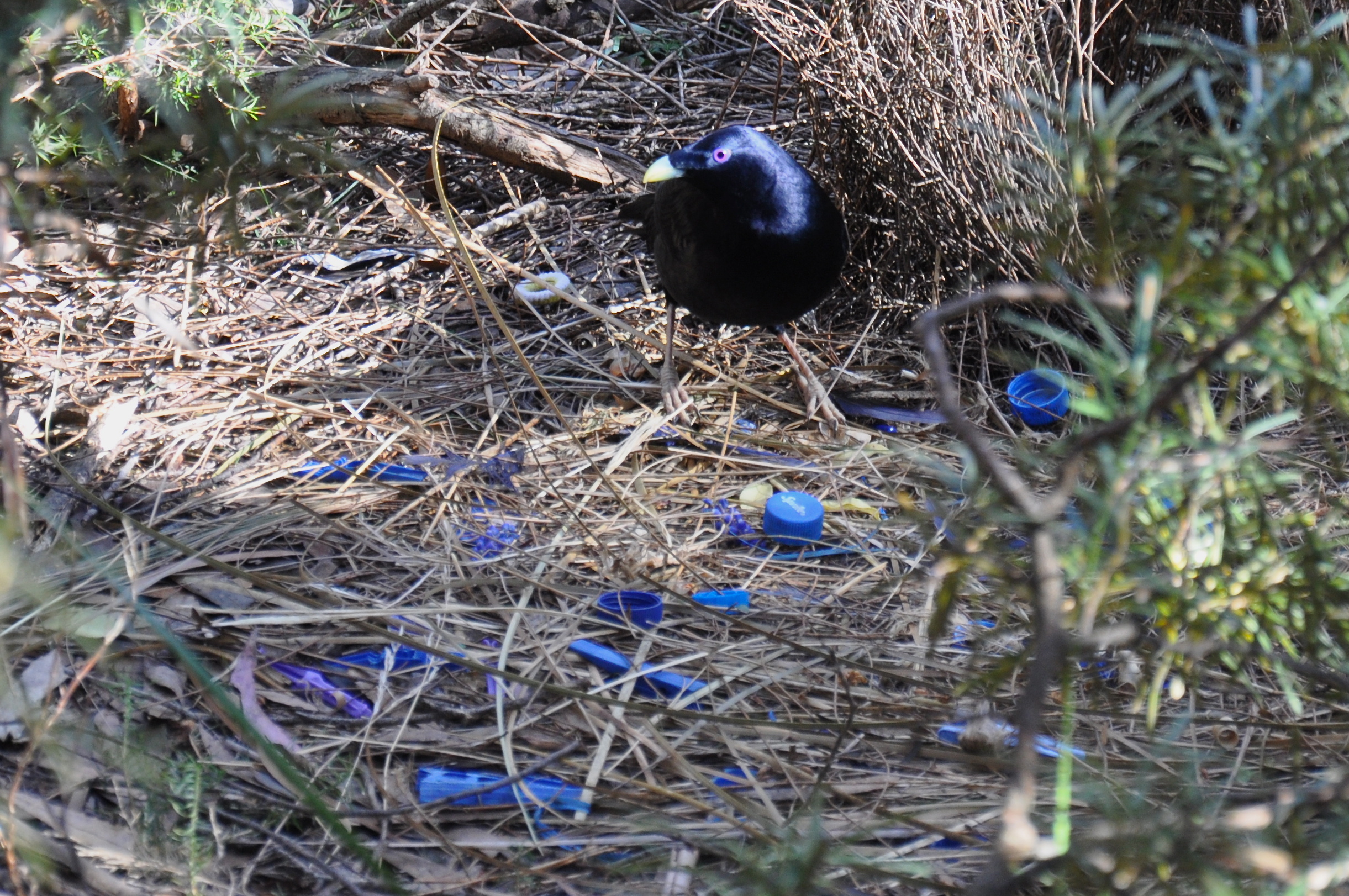
Un macho de ave enramada satinada vigila su enramada de los machos rivales con la esperanza de atraer a las hembras con sus adornos.

- Un macho de ave enramada satinada vigila su enramada de los machos rivales con la esperanza de atraer a las hembras con sus adornos.Periquitos: en esta especie de loro, se demostró que la observación directa de las habilidades de resolución de problemas aumentaba el atractivo de los machos.[99] En un experimento en dos fases en el que se comprobó la preferencia de las hembras, los periquitos machos, inicialmente menos preferidos, pasaron a ser preferidos después de que las hembras los observaran resolver problemas extractivos de forrajeo, mientras que los machos inicialmente preferidos no resolvían los problemas. Este cambio en la preferencia sugiere que las hembras discriminan entre machos mediante la observación directa de tareas cognitivamente exigentes.[99]
- Pinzones cebra: los investigadores llevaron a cabo un experimento de resolución de problemas similar al descrito anteriormente.[100] Sin embargo, no se observó que el rendimiento de los machos en la resolución de problemas influyera en las preferencias de apareamiento de las hembras. En cambio, las hembras mostraron una preferencia significativa por los machos con mayor eficiencia en la búsqueda de comida. No hay pruebas de que las hembras evalúen indirectamente la capacidad cognitiva de los machos a través de rasgos morfológicos. Seleccionando machos con una mayor eficiencia en la búsqueda de comida, las hembras obtenían beneficios alimentarios directos.[100]
- Pájaros enramados satinados: los pájaros enramados son famosos por su complejo cortejo masculino, en el que utilizan adornos de determinados colores.[101] Esto sugiere que los pájaros enramados machos con capacidades cognitivas mejoradas deberían tener una ventaja selectiva durante el cortejo masculino.[102] En un estudio en el que se evaluaron las capacidades para resolver problemas, se descubrió que el rendimiento cognitivo general de los pájaros enramados satinados machos estaba correlacionado con el éxito en el apareamiento, lo que los hacía más atractivos sexualmente.[102] Sin embargo, en un estudio más reciente se evaluó a los enramadores en seis tareas cognitivas y se halló muy poca intercorrelación entre ellas.[103] El rendimiento de los enramadores en seis tareas cognitivas se correlacionó positivamente con el éxito de apareamiento, pero no se halló ninguna capacidad cognitiva general, ya que las intercorrelaciones entre los rendimientos en cada tarea eran débiles. En cambio, el éxito en el apareamiento podía predecirse independientemente a través del rendimiento del macho en la mayoría de las tareas; esto demuestra la complejidad del vínculo entre la capacidad cognitiva y la selección sexual.[103]
- Piquituerto: un estudio experimental demostró que las hembras de piquituerto prefieren a los machos más eficientes en la búsqueda de alimento.[104] Tras observar a dos machos extrayendo semillas de conos simultáneamente, las hembras pasaban más tiempo cerca de los más rápidos en la búsqueda de alimento. Aunque las hembras podrían beneficiarse directa e indirectamente de su preferencia por los recolectores más rápidos, no se investigó la posible relación entre la eficacia de la búsqueda de alimento y las capacidades cognitivas.[104][105]
- Carbonero común: en esta especie de ave monógama, la cognición espacial es importante, ya que el carbonero común depende de la recuperación de alijos de comida previamente almacenados para alimentarse durante el invierno.[106] Se ha demostrado que la memoria espacial está relacionada con el éxito reproductivo en el carbonero común.[107] Cuando las hembras se aparean con machos que poseen una mayor cognición espacial, ponen nidadas más grandes y empluman crías más grandes en comparación con las hembras que se aparean con machos que poseen una peor cognición espacial. Por lo tanto, cuando se aparean con machos de alta calidad con habilidades espaciales mejoradas, las hembras pueden intentar obtener beneficios genéticos indirectos aumentando su inversión reproductiva.[107]

#### Otro

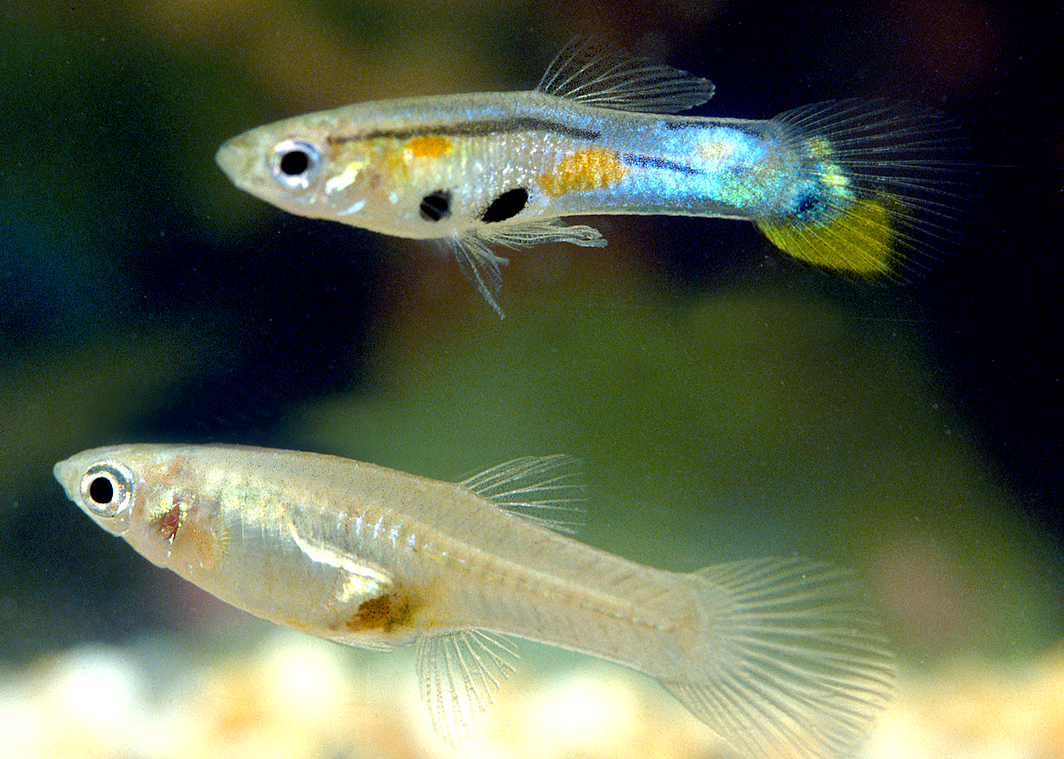
El guppy de Trinidad (Poecilia reticulata), macho (arriba) y hembra (abajo)

- Guppys: al evaluar la capacidad cognitiva de los machos mediante experimentos con laberintos, las hembras prefirieron a los machos que aprendían dos laberintos a un ritmo más rápido.[108] Sin embargo, las hembras no observaron directamente a los machos durante sus tareas de aprendizaje. Aunque las hembras podrían estar discriminando entre machos mediante la evaluación de la saturación naranja -un rasgo morfológico débilmente correlacionado con la velocidad de aprendizaje- las hembras no encontraron más atractivos a los machos con manchas naranjas más brillantes. En su lugar, las hembras podrían utilizar un rasgo visual desconocido para discriminar entre machos y sus capacidades cognitivas.[108]

- Topillos de los prados: en esta especie de roedores, se investigó la preferencia de las hembras por la habilidad espacial de los machos.[109] La habilidad espacial de los machos se midió mediante una serie de pruebas en un laberinto de agua, antes de que las hembras pudieran elegir entre dos machos.[109][110] Aunque las hembras no observaron directamente a los machos completar las tareas de habilidad espacial, prefirieron a los machos con habilidades espaciales mejoradas. Esta preferencia podría explicar por qué las regiones cerebrales del topillo de los prados asociadas a la habilidad espacial son sexualmente dimórficas: la habilidad espacial podría servir como señal honesta de la calidad del macho debido a los costes metabólicos asociados al desarrollo cerebra.[94][109][111]

#### Críticas
Aunque existen algunas pruebas de que las hembras evalúan la capacidad cognitiva de los machos a la hora de elegir pareja, el efecto que dicha capacidad tiene sobre la supervivencia y la preferencia de apareamiento sigue sin estar claro. Es necesario responder a muchas preguntas para poder apreciar mejor las implicaciones que los rasgos cognitivos pueden tener en la elección de pareja. También es necesario resolver algunas discrepancias. Por ejemplo, en 1996, Catchpole sugirió que, en los pájaros cantores, las hembras preferían a los machos con repertorios de canto más amplios. El repertorio de canto aprendido se correlacionaba con el tamaño del Centro Vocal Superior (HVC) en el cerebro; las hembras podrían entonces utilizar el repertorio de canto como indicador de la capacidad cognitiva general. Sin embargo, un estudio más reciente descubrió que el repertorio de canto aprendido era una señal poco fiable de la capacidad cognitiva. En lugar de una capacidad cognitiva general, se descubrió que los machos de pájaros cantores tenían capacidades cognitivas específicas que no se asociaban positivamente.
En 2011, se necesitaba más investigación sobre hasta qué punto las capacidades cognitivas determinan el éxito en la búsqueda de alimento o en las exhibiciones de cortejo, hasta qué punto las exhibiciones conductuales de cortejo se basan en el aprendizaje a través de la práctica y la experiencia, hasta qué punto las capacidades cognitivas afectan a la supervivencia y al éxito en el apareamiento, y qué rasgos indicadores podrían utilizarse como señal de la capacidad cognitiva. Los investigadores han empezado a explorar los vínculos entre la cognición y la personalidad; algunos rasgos de la personalidad, como la audacia o la neofobia, pueden utilizarse como indicadores de la capacidad cognitiva, aunque se necesitan más pruebas para caracterizar las relaciones entre personalidad y cognición. Hasta 2011, las pruebas empíricas de los beneficios, tanto directos como indirectos, de elegir parejas con una mayor capacidad cognitiva son escasas. Una posible dirección de la investigación sería sobre los beneficios indirectos de aparearse con machos con una mayor cognición espacial en los carboneros de montaña. Se necesita un enfoque adicional en la investigación sobre los efectos del desarrollo y el medio ambiente en la capacidad cognitiva, ya que se ha demostrado que tales factores influyen en el aprendizaje de la canción y por lo tanto podrían influir en otros rasgos cognitivos.